# Герасим II Драмски
Герасим (на гръцки: Γεράσιμος) е гръцки духовник, епископ на Вселенската патриаршия.

## Биография
Произхожда от Парос. Става монах във Ватопедския манастир на Света гора. По-късно служи като протосингел на Драмската митпоролия.
През 1766 година патриарх Самуил I Хандзерис, по искане на митрополит Калиник Драмски, възстановява Елевтеруполската епархия и на престола на 22 януари е ръкоположен Герасим. Седалището на епископията е преместено в Правища. На 2 септември 1787 година Герасим заема митрополитския престол в Драма. Според други данни Герасим е споменат на драмския престол през октомври 1786 година.
В 1790 година той ръкополага брат си Макарий за елевтеруполски епископ.
Умира в 1797 година.